# Syllis gerundensis
Syllis gerundensis é uma espécie de anelídeo pertencente à família Syllidae.
A autoridade científica da espécie é Alós & Campoy, tendo sido descrita no ano de 1981.
Trata-se de uma espécie presente no território português, incluindo a sua zona económica exclusiva.